# Arcipelago Alessandro
L'arcipelago Alessandro, arcipelago di Alessandro o arcipelago Alexander è un gruppo di isole situato lungo la costa dell'Alaska sud-orientale, chiamato così in onore dello zar Alessandro II di Russia. Conta circa 1100 isole: sono le cime di una catena di montagne sommerse (prosecuzione dei monti Sant'Elia) che emergono ripide dall'oceano Pacifico; la superficie totale è di 36780 km². Canali profondi e fiordi separano le isole e le dividono dalla terraferma.
I nativi dell'arcipelago sono i popoli Tlingit e Kaigani Haida, mentre il popolo Tsimshian trovato sull'isola Annette è originario della Columbia Britannica ed emigrò qui nel XIX secolo. La popolazione totale delle isole si aggira intorno ai 30 000 abitanti. Le principali attività delle isole sono: turismo, pesca e attività forestali di taglio e trasporto legname.
Ketchikan dell'isola Revillagigedo e Sitka dell'isola Baranof sono le maggiori città dell'arcipelago. Juneau, la più grande città della regione, si trova sulla terraferma e non fa parte dell'arcipelago.
Una specie tipica che popola l'arcipelago è quella del Canis lupus ligoni (lupo dell'arcipelago Alessandro)

## Le isole
Le isole dell'arcipelago hanno coste ripide e irregolari e foreste temperate sempreverdi. Le maggiori, in ordine di grandezza, sono: 
- isola Principe di Galles (6674 km²)
- Chichagof Island (5305 km²)
- Admiralty Island (4264 km²)
- Baranof Island (4160 km²)
- Kupreanof Island (2802 km²)
- Revillagigedo Island (2754 km²)
- Kuiu Island (1936 km²)

Seguono, inferiori ai 1000 km²:
- Etolin Island
- Dall Island
- Wrangell Island
- Mitkof Island
- Zarembo Island
- Kosciusko Island
- Kruzof Island
- Yakobi Island
- Heceta Island
- Sukkwan Island
- Suemez Island
- Woronkofski Island
- Baker Island
- Noyes Island
- Gravina Islands
  - Gravina Island
  - Annette Island
  - Duke Island
  - Mary Island
- Isola di San Fernando
- Isola di Woewodski

## Storia
Il primo europeo a visitare l'arcipelago fu, nel 1741, il navigatore russo Aleksej Il'ič Čirikov, che avvistò le coste delle isole Noyes e Baker (entrambe al largo della costa occidentale dell'isola Principe di Galles), così come Baranof, Chichagof, Kruzof e Yakobi. Nel 1774, Juan José Pérez Hernández avvistò la costa meridionale dell'isola Dall, mentre Juan Francisco de la Bodega y Quadra entrò nella baia di Bucareli al largo dell'isola Principe di Galles l'anno seguente. Nel 1792 Jacinto Caamaño avvistò l'isola Revillagigedo e le isole Gravina, scoprendo lo stretto di Clarence.
George Vancouver e i suoi uomini effettuarono un'indagine approfondita dell'arcipelago nel 1793 e 1794, circumnavigando sia Revillagigedo che Admiralty, mappando l'intera isola di Kuiu, i lati est delle isole Baranof e Chichagof, Etolin, Wrangell, Zarembo, Mitkof e Kupreanof.
Nel giro di un decennio i russi avevano attraversato lo stretto di Peril, che separa le isole Chichagof e Baranof, e nei decenni successivi trovarono lo stretto e i passaggi che separavano molte delle altre isole maggiori. L'arcipelago era luogo di commercio marittimo di pellicce all'inizio del XIX secolo. Il controllo delle isole passò dalla Russia agli Stati Uniti con l'acquisto dell'Alaska nel 1867.
Secondo il dizionario dei nomi dei luoghi dell'Alaska di Donald Orth (pag. 64), l'arcipelago Alessandro ha ricevuto il suo nome dalla U.S. Coast and Geodetic Survey nel 1867 in onore dello zar Alessandro II di Russia. Su una mappa del 1860 dell'America russa (l'Alaska), il gruppo di isole è chiamato King George III Archipelago (arcipelago di Re Giorgio III).